# Rancon
Rancon is een gemeente in het Franse departement Haute-Vienne (regio Nouvelle-Aquitaine) en telt 542 inwoners (2005). De plaats maakt deel uit van het arrondissement Bellac.

## Geografie
De oppervlakte van Rancon bedraagt 34,0 km², de bevolkingsdichtheid is 15,9 inwoners per km².
De onderstaande kaart toont de ligging van Rancon met de belangrijkste infrastructuur en aangrenzende gemeenten.

## Demografie
Onderstaande figuur toont het verloop van het inwonertal (bron: INSEE-tellingen).